# Premi Laurence Olivier al Millor Revival Musical
El Premi Laurence Olivier al Millor Revival Musical és un premi atorgat anualment per la Society of London Theatre en reconeixement dels èxits al teatre musical comercial britànic. Entre 1997 i el 2007 van ser atorgats com la Producció Musical Més Destacada. Van ser establerts com els Premis de la Society of West End Theatre el 1976, i rebatejats el 1984 en honor de l'actor britànic Lord Olivier

## Premis i nominacions

### 1990
- 1991: Show Boat – llibret i lletres d'Oscar Hammerstein II, música de Jerome Kern
  - The Fantasticks – música de Harvey Schmidt, llibret i lletres de Tom Jones
  - The Rocky Horror Show – música, lletres i llibret de Richard O'Brien

- 1992: The Boys From Syracuse – música de Richard Rodgers, lletres de Lorenz Hart, llibret de George Abbott
  - Joseph and the Amazing Technicolor Dreamcoat – música de Andrew Lloyd Webber, lletres de Tim Rice

- 1993: Carousel – música de Richard Rodgers, llibret i lletres d'Oscar Hammerstein II
  - Annie Get Your Gun – música i lletres de Irving Berlin, llibret de Herbert & Dorothy Fields
  - Lady, Be Good – música i lletres de George i Ira Gershwin, llibret de Guy Bolton i Fred Thompson

- 1994: Sweeney Todd: The Demon Barber of Fleet Street – música i lletres de Stephen Sondheim, llibret de Hugh Wheeler
  - Cabaret – llibret de Joe Masteroff, música de John Kander, lletres de Fred Ebb
  - Grease – book, música i lletres de Jim Jacobs i Warren Casey
  - The Beggar's Opera – llibret, música i lletres de John Gay

- 1995: She Loves Me – llibret de Joe Masteroff, música de Jerry Bock, lletres de Sheldon Harnick
  - The Card – llibret de Keith Waterhouse i Willis Hall, música de Tony Hatch, lletres de Anthony Drewe
  - Oliver! – llibret, música i lletres de Lionel Bart
  - The Threepenny Opera – llibret i lletres de Bertolt Brecht, música de Kurt Weill

- 1997: Tommy – música i lletres de Pete Townshend, llibret de Pete Townshend i Des McAnuff
  - By Jeeves – lletres de Alan Ayckbourn i Andrew Lloyd Webber
  - Jesus Christ Superstar – lletres de Tim Rice, música de Andrew Lloyd Webber
  - Smokey Joe's Café: The Song of Lieber i Stoller – lletres i música de Jerry Leiber i Mike Stoller

- 1998: Chicago – lletres de Fred Ebb, música de John Kander, llibret de Fred Ebb i Bob Fosse
  - Damn Yankees – llibret de George Abbott i Douglass Wallop, words i lletres de Richard Adler i Jerry Ross
  - Kiss Me, Kate – música i lletres de Cole Porter, llibret de Samuel i Bella Spewack

- 1999: Oklahoma! – música de Richard Rodgers, llibret i lletres d'Oscar Hammerstein II
  - Annie – llibret de Thomas Meehan, música de Charles Strouse, lletres de Martin Charnin
  - Into the Woods – música i lletres de Stephen Sondheim, llibret de James Lapine
  - Show Boat – música de Jerome Kern, llibret i lletres d'Oscar Hammerstein II

### 2000
- 2000: Candide – música de Leonard Bernstein, llibret de Hugh Wheeler, lletres de Richard Wilbur
  - A Funny Thing Happened on the Way to the Forum – llibret de Burt Shevelove i Larry Gelbart, música i lletres de Stephen Sondheim
  - Dick Whittington – Gillian Lynne, Stephen Clarke i Chris Walker
  - The Pajama Game – llibret de George Abbott i Richard Bissell, música i lletres de Richard Adler i Jerry Ross

- 2001: Singin' in the Rain – adaptat per Betty Comden i Adolph Green, cançons de Nacio Herb Brown i Arthur Freed
  - HMS Pinafore – book, música i lletres de Gilbert i Sullivan
  - The King and I – música de Richard Rodgers, llibret i lletres d'Oscar Hammerstein II
  - The Mikado – book, música i lletres de Gilbert i Sullivan
  - The Pirates of Penzance – by Gilbert i Sullivan in a new version by Joseph Papp, adaptació musical per William Elliott

- 2002: My Fair Lady – llibret i lletres de Alan Jay Lerner, música de Frederick Loewe
  - Kiss Me, Kate – música i lletres de Cole Porter, llibret de Samuel i Bella Spewack
  - South Pacific – música de Richard Rodgers, lletres d'Oscar Hammerstein II, llibret d'Oscar Hammerstein II i Joshua Logan

- 2003: Anything Goes – música i lletres de Cole Porter, llibret de Timothy Crouse i John Weidman
  - Oh, What a Lovely War! – la diversió musical del Theatre Workshop de Joan Littlewood, Charles Chilton, Gerry Raffles i Membres del repartiment original

- 2004: Pacific Overtures – música i lletres de Stephen Sondheim, llibret de John Weidman, material addicional de Hugh Wheeler
  - High Society – música i lletres de Cole Porter, llibret de Arthur Kopit
  - Joseph and the Amazing Technicolor Dreamcoat – lletres de Tim Rice, música de Andrew Lloyd Webber
  - Tell Me on a Sunday – música de Andrew Lloyd Webber, lletres de Don Black

- 2005: Grand Hotel  – llibret de Luther Davis, música i lletres de Robert Wright i George Forrest
  - A Funny Thing Happened on the Way to the Forum – llibret de Burt Shevelove & Larry Gelbart, música i lletres de Stephen Sondheim
  - Simply Heavenly – llibret i lletres de Langston Hughes, música de David Martin
  - Sweeney Todd: The Demon Barber of Fleet Street – música i lletres de Stephen Sondheim, llibret de Hugh Wheeler

- 2006: Guys and Dolls  – música i lletres de Frank Loesser, llibret de Jo Swerling i Abe Burrows
  - HMS Pinafore – nova versió de Herbert Appleman, música de Arthur Sullivan, llibret original de W. S. Gilbert

- 2007: Sunday in the Park with George  – música i lletres de Stephen Sondheim, llibret de James Lapine
  - Cabaret – llibret de Joe Masteroff, música de John Kander, lletres de Fred Ebb
  - Evita – lletres de Tim Rice, música de Andrew Lloyd Webber
  - The Sound of Music – música de Richard Rodgers, lletres d'Oscar Hammerstein II, llibret de Howard Lindsay i Russell Crouse

- 2008: The Magic Flute  – lletres i música de Mandisi Dyantyis, Mbali Kgosidintsi, Pauline Malefane i Nolufefe Mtshabe
  - Fiddler on the Roof – llibret de Joseph Stein, música de Jerry Bock, lletres de Sheldon Harnick
  - Little Shop of Horrors – llibret i lletres de Howard Ashman, música de Alan Menken

- 2009: La Cage aux Folles – llibret de Harvey Fierstein i lletres i música de Jerry Herman
  - Piaf – by Pam Gems
  - Sunset Boulevard – llibret i lletres de Don Black i Christopher Hampton, música de Andrew Lloyd Webber
  - West Side Story – llibret de Arthur Laurents, música de Leonard Bernstein, lletres de Stephen Sondheim

### 2010
- 2010: Hello, Dolly! – música i lletres de Jerry Herman, 
  - Annie Get Your Gun – música i lletres de Irving Berlin, llibret de Herbert i Dorothy Fields
  - A Little Night Music – música i lletres de Stephen Sondheim, llibret de Hugh Wheeler
  - Oliver! – basat en la producció original de Sam Mendes

- 2011: Into the Woods – música i lletres de Stephen Sondheim, llibret de James Lapine
  - Passion – música i lletres de Stephen Sondheim, llibret de James Lapine
  - Sweet Charity – música de Cy Coleman, lletres de Dorothy Fields, llibret de Neil Simon

- 2012: Crazy for You – llibret de Ken Ludwig, música de George Gershwin, lletres d'Ira Gershwin
  - Singin' in the Rain – llibret de Betty Comden i Adolph Green, música de Nacio Herb Brown, lletres de Arthur Freed
  - South Pacific – llibret d'Oscar Hammerstein II i Joshua Logan, música de Richard Rodgers, lletres de Hammerstein II
  - The Wizard of Oz – llibret de Andrew Lloyd Webber i Jeremy Sams, música de Lloyd Webber i Harold Arlen, lletres de Tim Rice i E. Y. Harburg